# François Chatillon
Pour les articles homonymes, voir Chatillon et François Chatillon (homonymie).
L'abbé François Chatillon, né le 20 septembre 1908 à Épinal et mort le 7 janvier 1994 à Strasbourg, est un historien du Moyen Âge, fondateur et directeur de la Revue du Moyen Âge latin, publiée par le CNRS.

## Biographie
- Maître de Conférence à la faculté catholique de Lyon (1943)
- Professeur à la faculté de théologie catholique de Strasbourg.

On peut trouver quelques témoignages sur son caractère dans la monographie consacrée à Henri-Irénée Marrou par Pierre Riché.

### Œuvre
Diplômé d'études supérieures d'histoire de l'Université de Lyon, François Chatillon soutient son mémoire en 1943 sur Caius Posthumus Dardanus, qu'il fait paraître dans le Bulletin de la Société d'études des Hautes-Alpes, puis en monographie (toujours à Gap, la même année), sous le titre « LOCUS QUI NOMEN THEOPOLI EST...Essai sur Dardanus, Préfet du Prétoire des Gaules au Ve siècle, correspondant de saint Jérôme et de saint Augustin, et sur la fondation de Theopolis ». Au début de cette monographie, rédigée comme travail de thèse universitaire, Chatillon ne manque pas de remercier chaleureusement Henri-Irénée Marrou qui, reconnaît-il, est le premier à lui avoir soufflé le nom de Dardanus et à l'avoir encouragé et soutenu dans ses recherches.

## Publications
- François Chatillon, Quelques remarques sur « ante omnia ». Revue des études augustiniennes. Volume II, 3-4, 1956.
- François Chatillon, Recherches critiques sur les différents personnages nommés Manegold, Revue du Moyen Âge latin, 9, 1956
- François Chatillon, Paulin de Périgueux, auteur de la Vita Martini et Sidoine Apollinaire, panégyriste des empereurs, Revue du Moyen Âge Latin, 23, 1976, p. 5-12.
- François Chatillon, Les mérites de Théodoric, Revue du Moyen Âge latin, 23 (1976) 34-38.
- François Chatillon, Custodite sicut scitis. À propos du Cartulaire d’Apt, Revue du Moyen Âge latin, 24, 1978.